# Sadłuki
Sadłuki – wieś w Polsce położona w województwie pomorskim, w powiecie sztumskim, w gminie Mikołajki Pomorskie.
Wieś szlachecka położona była w II połowie XVI wieku w województwie malborskim. W 1506 roku Sadłuki były w posiadaniu Mikołaja Szpota ówczesnego  starosty Straszewskiego. W latach 1975–1998 miejscowość administracyjnie należała do województwa elbląskiego.